# هو تشي هو
هو تشي هو (بالصينية: 何智豪) هو متسابق يخت صيني، ولد في 20 فبراير 1981.

## وصلات خارجية
- هو تشي هو على موقع الاتحاد الدولي للملاحة الشراعية (موقع جديد) (الإنجليزية)
- هو تشي هو على موقع اللجنة الأولمبية الدولية (الإنجليزية)
- هو تشي هو على موقع أوليمبيديا (الإنجليزية)